# Euxestonotus brevicornis
Euxestonotus brevicornis är en stekelart som beskrevs av Fouts 1925. Euxestonotus brevicornis ingår i släktet Euxestonotus och familjen gallmyggesteklar. Inga underarter finns listade i Catalogue of Life.